# Ana Maria Popescu
Ana Maria Popescu (nacida como Ana Maria Brânză, Bucarest, 26 de noviembre de 1984) es una deportista rumana que compite en esgrima, especialista en la modalidad de espada.
Participó en cinco Juegos Olímpicos de Verano, entre los años 2004 y 2020, obteniendo en total tres medallas, oro en Río de Janeiro 2016, en la prueba por equipos (junto con Simona Gherman, Simona Pop y Loredana Dinu), plata en Pekín 2008, en la prueba individual, y plata en Tokio 2020 (individual). En los Juegos Europeos de Bakú 2015 obtuvo dos medallas de oro, en las pruebas individual y por equipos. 
Ganó siete medallas en el Campeonato Mundial de Esgrima entre los años 2002 y 2018, y trece medallas en el Campeonato Europeo de Esgrima entre los años 2006 y 2016.

## Palmarés internacional
| Juegos Olímpicos   | Juegos Olímpicos        | Juegos Olímpicos  | Juegos Olímpicos   |
| Año                | Lugar                   | Medalla           | Prueba             |
| ------------------ | ----------------------- | ----------------- | ------------------ |
| 2008               | Pekín (China)           | Medalla de plata  | Espada individual  |
| 2016               | Río de Janeiro (Brasil) | Medalla de oro    | Espada por equipos |
| 2020               | Tokio (Japón)           | Medalla de plata  | Espada individual  |
| Campeonato Mundial |                         |                   |                    |
| Año                | Lugar                   | Medalla           | Prueba             |
| 2002               | Lisboa (Portugal)       | Medalla de bronce | Espada individual  |
| 2010               | París (Francia)         | Medalla de oro    | Espada por equipos |
| 2011               | Catania (Italia)        | Medalla de oro    | Espada por equipos |
| 2011               | Catania (Italia)        | Medalla de bronce | Espada individual  |
| 2013               | Budapest (Hungría)      | Medalla de bronce | Espada por equipos |
| 2015               | Moscú (Rusia)           | Medalla de plata  | Espada por equipos |
| 2018               | Wuxi (China)            | Medalla de plata  | Espada individual  |
| Juegos Europeos    |                         |                   |                    |
| Año                | Lugar                   | Medalla           | Prueba             |
| 2015               | Bakú (Azerbaiyán)       | Medalla de oro    | Espada individual  |
| 2015               | Bakú (Azerbaiyán)       | Medalla de oro    | Espada por equipos |
| Campeonato Europeo |                         |                   |                    |
| Año                | Lugar                   | Medalla           | Prueba             |
| 2006               | Esmirna (Turquía)       | Medalla de oro    | Espada por equipos |
| 2008               | Kiev (Ucrania)          | Medalla de oro    | Espada por equipos |
| 2008               | Kiev (Ucrania)          | Medalla de plata  | Espada individual  |
| 2009               | Plovdiv (Bulgaria)      | Medalla de oro    | Espada por equipos |
| 2011               | Sheffield (Reino Unido) | Medalla de oro    | Espada por equipos |
| 2011               | Sheffield (Reino Unido) | Medalla de bronce | Espada individual  |
| 2012               | Legnano (Italia)        | Medalla de plata  | Espada por equipos |
| 2013               | Zagreb (Croacia)        | Medalla de oro    | Espada individual  |
| 2013               | Zagreb (Croacia)        | Medalla de plata  | Espada por equipos |
| 2014               | Estrasburgo (Francia)   | Medalla de oro    | Espada por equipos |
| 2015               | Montreux (Suiza)        | Medalla de oro    | Espada por equipos |
| 2016               | Toruń (Polonia)         | Medalla de plata  | Espada individual  |
| 2016               | Toruń (Polonia)         | Medalla de bronce | Espada por equipos |